# Montmarault
Montmarault là một xã ở tỉnh Allier thuộc miền trung nước Pháp.